# 真田昌輝
真田 昌輝（さなだ まさてる）は、戦国時代から安土桃山時代にかけての武将。甲斐武田家の家臣。
甲斐武田家の騎馬50騎持の侍大将。真田幸綱（幸隆）の次男。同母兄に信綱、同母弟に昌幸、信尹らがいる。幼名を徳次郎。兵部丞、兵部少輔。名は信輝とも。武田二十四将にも数えられる。長篠の戦いで奮戦するも戦死した。

## 生涯

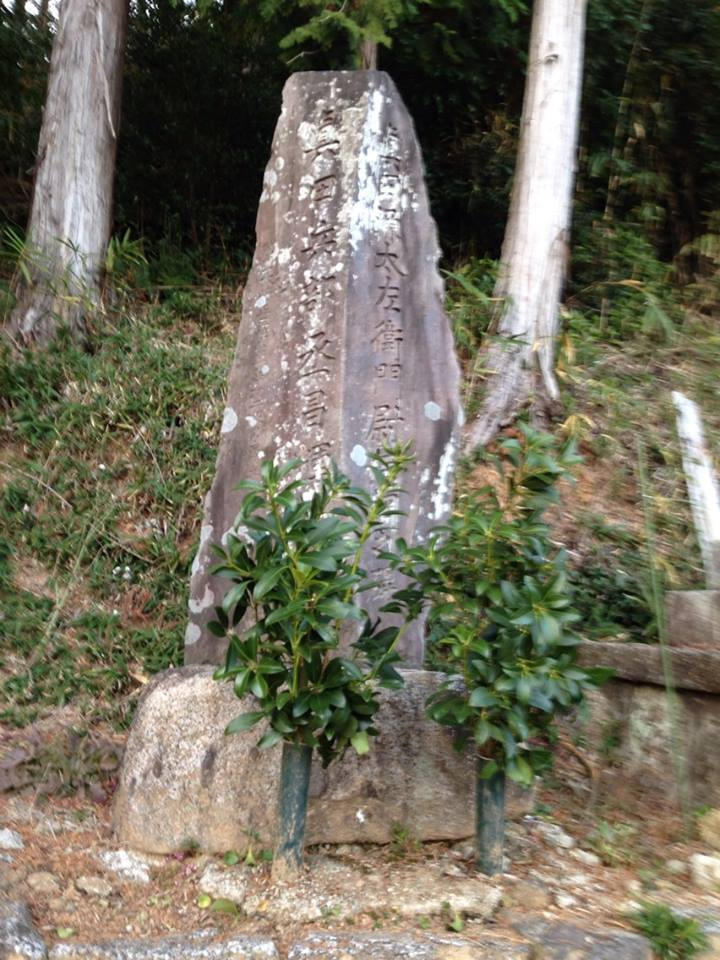
設楽原決戦場三子山に残る真田信綱・昌輝兄弟の墓。（愛知県新城市）

天文12年（1543年）6月に岩尾城で生まれたとするが、異説もある。
小姓として武田信玄に近侍し、信玄により、有力武将の子弟が任じられる「百足衆」に抜擢される。信玄に常に付き従い、「一之先衆七千」を務め、「兵部は我が両眼なり」とまで言わしめたという逸話が残っている。
『甲陽軍鑑』では、信玄から別家を立てる事を許されて独立し、真田本家の長兄・真田信綱の200騎とは別に50騎を預かる将として活躍し、信州先方衆の副将格であった。なお、所領は真田郷の周辺に与えられたと思われるが、在城地などは不明。兄・信綱とともに出陣する事が多かったが、単独でも出陣し戦功を挙げた。
永禄11年（1568年）には信綱と駿河国攻めの先鋒を担い、永禄12年（1569年）の三増峠の戦いでは信綱や内藤昌豊とともに殿軍を務めて戦功を挙げている。
天正3年（1575年）5月21日の長篠の戦い設楽原決戦場では、最右翼の主将を馬場美濃守、そのすぐ左翼を兄・信綱が担い、さらに左横に陣取って、右翼部隊の一端を担う。織田信長軍の左翼を受け持った正面の佐久間信盛の陣に突撃すると、「丸山」と呼ばれる小高い丘を奪い合う局地戦を展開。ここでは首級を挙げるなど奮闘するが、深手を負い信綱とともに討死した。享年33。
法名は嶺梅院殿風山良薫大禅定門。設楽原には墓が存在し、同じ墓碑の向かって右に兄・信綱の名が、左側に昌輝の名が『真田兵部丞昌輝の碑』と刻まれている。
子の信正は徳川家に仕え、忠昌に従って越前に在し、子孫は越前松平家に仕えた。今も越前真田家として存続している。

## 関連作品
- 赤神諒「表裏比興の者たち」（講談社、2018年10月18日）ISBN 978-4065135297（『決戦！設楽原』所収の短編。真田昌輝を主人公とする）